# Bankhaus Lampe
Bankhaus Lampe är en tysk investmentbank för kunder som investerar större bidrag i värdepapper på olika internationella marknader. Den grundades år 1852 i Minden, Tyskland. numera ligger huvudkontoret i Bielefeld. Övriga kontor ligger i Düsseldorf, Berlin, Dresden, Frankfurt am Main, Hamburg, München, Münster, Osnabrück och Stuttgart.